# 甘其毛都镇
甘其毛都镇是中华人民共和国内蒙古自治区巴彦淖尔市乌拉特中旗下辖的一个镇。
2012年1月20日，内蒙古自治区人民政府批复同意从川井镇划出部分区域，设置甘其毛都镇，甘其毛都镇辖图古日格、伊很查干、巴音查干、德日苏、呼格吉乐图5个嘎查及甘其毛都镇居委会1个居委会，镇人民政府驻甘其毛都。

## 行政区划
甘其毛都镇下辖以下村级行政区划单位：
德日素嘎查委员会、巴音查干嘎查、伊恒查干嘎查委员会、图古日格嘎查、呼格吉勒图嘎查委员会和甘其毛都社区。

## 交通
- 242国道0公里起点。